# Indal
Philips Indal (antiguamente Indal) es actualmente una empresa filial que forma parte de la empresa multinacional Philips del sector electrónico, que tiene su sede en la ciudad de Valladolid, Provincia de Valladolid, Castilla y León, España.  La empresa está orientada a la fabricación y distribución de LEDs, Electrónica de consumo, Semiconductores, Electricidad, luminarias y alumbrados públicos en general.  

## Historia
Fue fundada en 1950 por los hermanos Héctor y Leopoldo Arias San Vicente en el barrio de Las Delicias de Valladolid.
En 1991 fue cuando inició su expansión internacional con la compra de industrias en Sudamérica, Asia y el resto de Europa. 
En el año 2009 hubo un importante salto de calidad para la empresa con la comercialización de uno de sus productos estrella: la luminaria Stela led. 
El 30 de junio del 2011, la multinacional holandesa Royal Philips Electronics compra la empresa vallisoletana para reforzar su posición en el mercado europeo y hacer frente a la competencia del mercado asiático y de fabricantes como Panasonic o Toshiba. Hay que tener en cuenta que la empresa holandesa venía de sufrir fuertes caídas en la venta mientras que la española, que era de mucho menos tamaño, seguía siendo una de las líderes en su mercado, el del alumbrado público.
En 2012 ampliaron unas instalaciones para la producción de luminarias con tecnología led de alta eficiencia energética, de forma que Indal será capaz de producir 35.000 circuitos electrónicos (PCB) al año.
Su actividad comercial se extiende a más de 50 países, para lo que cuenta con 11 filiales y 5 centros de producción.
En 2017 se anunció que sería la encargada de fabricará las luminarias del Wanda Metropolitano, el nuevo estadio del Atlético de Madrid.